# Center Motor
Center Motor Co. Ltd. is een historisch merk van motorfietsen uit Tokio dat bestaan heeft van 1950 tot 1962. Men produceerde er sportieve 150cc-eencilinder-kopklepmachines.
Tot ongeveer 1960 konden dergelijke kleine merken in Japan nog goed overleven, omdat er van import nauwelijks sprake was. Toen Honda, Yamaha en Colleda zelf steeds betere motorfietsen gingen produceren, moesten de kleine merken, die vaak leefden van het kopiëren van Europese modellen, het veld ruimen. Dat gold ook voor Center Motor.